# 弗兰克报告

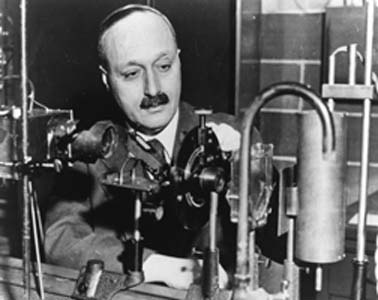
詹姆斯·弗兰克

《弗兰克报告》（英語：Franck Report）是一份1945年6月的文档，由当时的若干名著名原子核物理学家联署，建议第二次世界大战期间的美国不要用核武器要挟日本投降。

## 撰写
该报告以詹姆斯·弗兰克——撰写该报告的委员会主席——冠名。该委员会由阿瑟·康普顿指派，只在晚间密会。报告的大部分由尤金·拉宾诺维奇所写，指出美国不可能将对核能的重大发现永远保密。报告还预测了核軍備競賽，指出美国会被迫大量生产核武器以防别国报复（这一预测在冷战中得到了证实，美苏两国因相互保證毀滅而互相制约）。报告还建议美国不要使用核武器，并建议要么（1）找一个荒漠或无人岛将这一“新武器”的威能在全体联合国代表面前展示一遍；或者（2）将原子弹的存在保密得越久越好。在情况一中，国际社会将了解到核武器的危险，并研讨出有效的核武器管控方法。在情况二中，美国能够利用核武器保密的这几年时间，抢在其他国家之前进一步发展其核战备。弗兰克报告由詹姆斯·弗兰克（主席）、唐纳德·休、詹姆斯·约瑟夫·尼克逊、尤金·拉宾诺维奇、格倫·西奧多·西博格、乔伊斯·贝尔斯登和利奧·西拉德署名。

## 影响
1945年6月12日，弗兰克将报告带到了华盛顿，呈交给了时任美国总统哈里·S·杜鲁门任命的暂定委员会。委员会在6月21日召开会议，重新审视政府早些时候就动用核武器的问题得出的结论，但最后还是认为原子弹非用不可——委员会认为，“技术测试”不足以让日本投降，而报告中提及的原子弹爆炸演示则应该在美国征求其盟友同意后进行。《弗兰克报告》的失败促使利奥·西拉德动笔写就《西拉德请愿书》，进一步主张不应对日使用原子弹，“除非美国政府公布战后对日本的处置细节，或者给日本机会让他们投降”，但该请愿书并没能在原子弹轰炸之前递交给总统和战争部长。8月6日、9日，美国在广岛、长崎投下了原子弹。
《弗兰克报告》在1946年上半年获解禁，但曼哈顿计划的官员依然要求删掉一些敏感内容。